# Konrad von Landeck
Schenk Konrad von Landeck (auch von Landegg; † nach 1306) war ein Schweizer Ministeriale und Minnesänger des 13. Jahrhunderts.

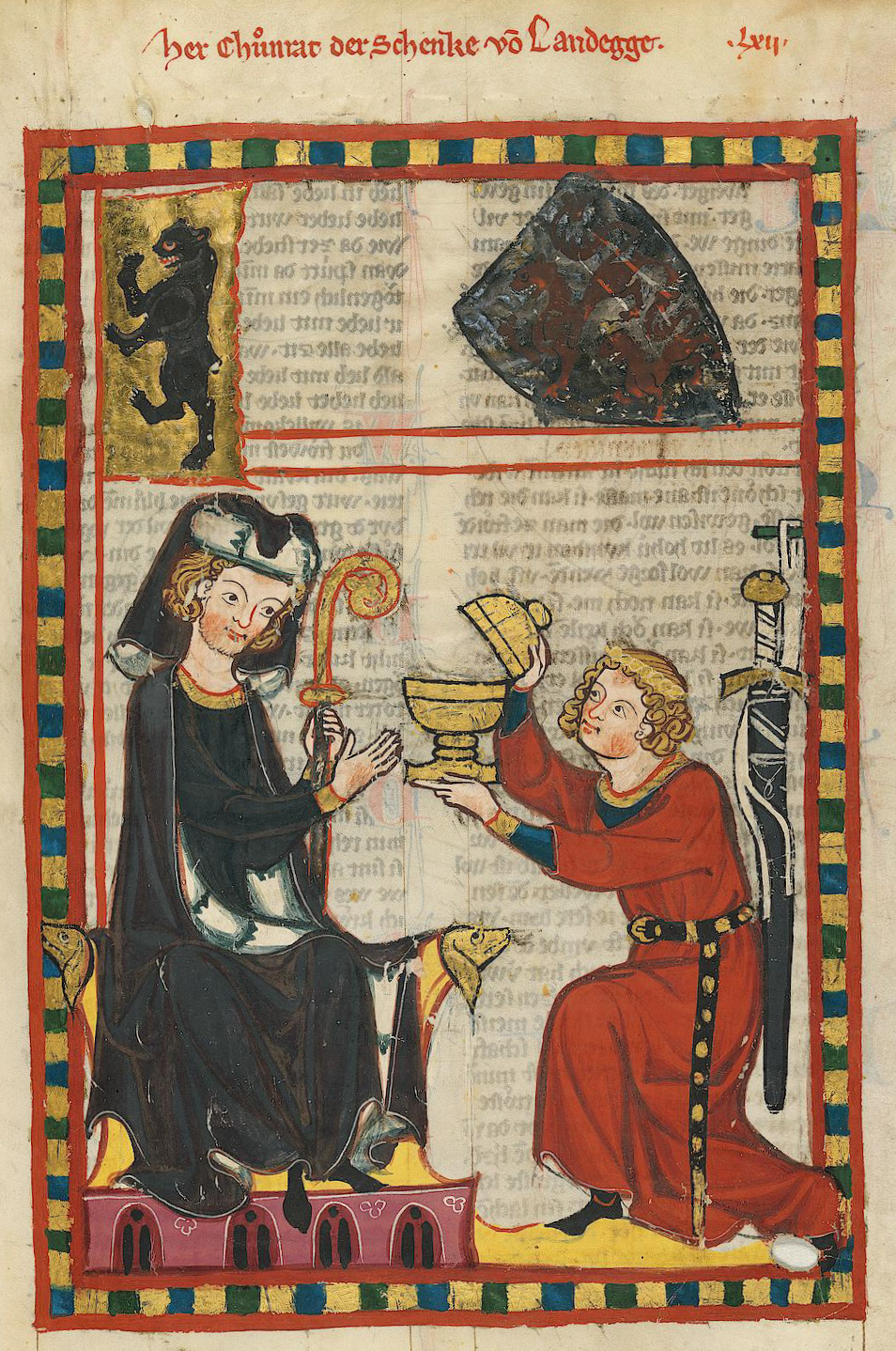
Schenk Konrad von Landeck, Miniatur im Codex Manesse, fol. 205^{r}

## Leben
Schenk Konrad von Landeck kann von 1271 bis 1306 urkundlich nachgewiesen werden. Die Landecker waren Ministerialen der Grafen von Toggenburg und hatten zusätzlich das Schenkenamt (Mundschenk) beim Kloster St. Gallen inne. Sie lebten vermutlich auf der Burg Landegg bei Degersheim.
Die erste Urkunde, die den Ministerialen Konrad von Landeck aufführt, ist auf den 8. Oktober 1271 datiert. Gemeinsam mit seinem Bruder Lütold bezeugte er eine Pfandurkunde der Grafen von Toggenburg Diethelm und Friedrich. Weitere Nennungen als Zeuge finden sich in mehreren Urkunden von 1277 bis 1306. Am 11. Juni 1281 verpfändete ihm König Rudolf I. von Habsburg die Vogtei Scheftenau für 30 Mark Silber „zum Lohne für geleistete und noch zu leistende Dienste“. Aus demselben Anlass überließ Abt Rumo von Ramstein ihm und seinem Bruder das Meieramt in Scheftenau für 50 Mark Silber, welches er aber lediglich zwei Jahre behielt und danach zurückgab. Er fungierte weiterhin als Gläubiger Konrads von Gundelfingen, der von 1288 bis 1291 als Gegenabt zu Wilhelm von Montfort auftrat. Bereits vor 1287 war er von Abt Wilhelm als Schlosshauptmann der Burg von Singenberg eingesetzt worden. Am 28. Januar 1296 überließ Konrad ihm das Patronatsrecht der Kirche in Oberbüren. Konrad von Landeck verstarb wahrscheinlich 1306, da ab 1307 Lütold ohne ihn urkundet. Von 1313 bis 1347 findet sein Sohn Konrad in mehreren Urkunden Erwähnung.

## Werk
Das Werk wird ausschließlich im Codex Manesse (205v-209v) überliefert. Es besteht aus 102 Strophen, die sich zu 22 Liedern zusammenstellen lassen. Als Verfasser der überlieferten Lieder kommen sowohl Konrad von Landeck (urkundlich nachgewiesen 1271–1306) als auch sein Sohn Konrad (urkundlich nachgewiesen 1313–1347) in Betracht. In dem lyrischen Werk des Minnesängers finden sich innerhalb der beiden Fernelieder 5 und 13 Passagen, die eine unmittelbare Verknüpfung mit der Biographie des älteren Konrad ermöglichen. In Lied 5 wird als Aufenthaltsort des Sprecher-Ichs Wien genannt:
Der vil süezzen, der ich diene,

singe ich disen sang vor Wiene

dâ der künig lît mit gewalt. (Lied 5, 44-46)
In Lied 13 befindet sich das Sprecher-Ich in Frankreich und stellt Vermutungen darüber an, wie sich die Natur in seiner Heimat zeigt:
Mich muoz wunder hân,

wie éz sich stelle bî dem Rîne

umb den Bodemsê,

ob der sumer sich da zer.

Frankrîch het den plân,

den man siht in trüebem schîne: (Lied 13, 1-6)
Es gibt berechtigten Grund zu der Annahme, dass in beiden Fällen der Minnesänger Konrad von Landeck eigene Erlebnisse in seinen Texten verarbeitete. Die geschilderte Belagerung Wiens in Lied 5 lässt sich mit der tatsächlichen Belagerung der Stadt 1276 durch König Rudolf I. von Habsburg in Verbindung bringen. Eine Teilnahme Konrads an der Heerfahrt ist wahrscheinlich, da er 1281 durch die Verpfändung der Vogtei Scheftenau für seine Dienste vom König belohnt wurde (s. o.). Der Aufenthalt in Frankreich lässt sich durch den Kriegszug Rudolfs 1289 gegen den Pfalzgrafen Otto von Hochburgund bestimmen. Die Grafen von Toggenburg wurden vermutlich zur Heerfolge verpflichtet. Der Gegenabt zu Wilhelm von Montfort, Konrad von Gundelfingen, nahm ebenfalls an dieser Unternehmung teil. In der Funktion Konrads von Landeck als Ministeriale der Grafen von Toggenburg und als Schenk des Klosters St. Gallen ist eine Unterstützung seiner Herren bei einem solchen Kriegszug mit hoher Wahrscheinlichkeit anzunehmen. Somit kommt nur der ältere Konrad von Landeck als Verfasser der Minnelieder in Frage.

### Gattungszuordnung
Die 22 Lieder im lyrischen Werk Konrads von Landeck lassen sich drei unterschiedlichen Gattungen zuordnen. Die meisten Lieder gehören zur Gattung des Hohen Minnelieds. Hierzu zählen die Lieder 1, 4, 6–11, 14–17 und 19–22. Innerhalb dieser Gruppe lässt sich eine weitere Unterteilung vornehmen. In den Liedern 1, 4, 6, 15, 17, 19, 20 und 22 finden sich didaktische Passagen. Die Minnekonzeption wird hier nicht mehr ausschließlich durch das Sprecher-Ich für sich selbst formuliert, sondern in einem lehrhaften Ton wesentlich allgemeiner beschrieben.
Die Lieder 2, 3, 12 und 17 erweisen sich als Tanzlieder. Sie beinhalten die direkte Aufforderung zum Tanz, um den Frühling bzw. den Mai zu begrüßen. Da der Tanz in jedem Fall mit dem Auftreten der Sommerzeit zusammenhängt, befinden sich die Tanzaufrufe grundsätzlich im Natureingang mit Sommerpreis (bzw. im Übergang zwischen Natureingang und Frauenpreis; Lied 12). In der Minnekonzeption sowie in den didaktischen Stellen unterscheiden sich die Tanzlieder kaum von den Hohen Minneliedern. Lediglich der Frauenpreis nimmt einen etwas größeren Raum ein.
Die Lieder 5 und 13 können der Gattung der Fernelieder zugeteilt werden. In beiden Fällen sendet das Sprecher-Ich Liebesgrüße über die räumliche Entfernung an seine Minnepartnerin.
Neben den drei Hauptgattungen Hohes Minnelied, Tanz- und Fernelied werden Elemente aus anderen Gattungen, wie dem Botenlied (Lied 6), dem Tagelied (Lieder 11 und 21), der Pastourelle (Lied 19) und der Tenzone (Lied 6) anzitiert.

### Formale Merkmale
Die meisten Lieder Konrads von Landeck weisen fünf Strophen auf. Lediglich die Lieder 7, 9, 10 und 18 bestehen aus vier Strophen. Die Verwendung von drei Strophen tritt nur in den Liedern 13 und 16 auf. Alle 102 überlieferten Strophen folgen dem gängigen Aufbau der Minnekanzone. Ausschließlich in Lied 2 erscheint ein Refrain. Die Länge der Strophen reicht von sieben Versen (Lied 7) bis hin zu sechzehn (Lieder 1, 21). Da die Strophenlänge deutlichen Schwankungen unterliegt, zeigen sich solche Variationen der Länge ebenfalls bei den Stollen bzw. den Abgesängen. Die Verse der Stollen reichen von zwei (Lieder 2, 7) bis zu fünf (Lieder 1, 20, 21). Die Länge des Abgesangs variiert zwischen zwei (Lied 2) und sechs Versen (Lieder 1, 8, 13, 14, 21).
Wie bei dem Ausmaß der Strophen bzw. ihrer Bestandteile variiert Konrad von Landeck auch im Bereich der Vershebungen. Lied 21 besteht – bis auf die fünfhebige erste Zeile des Abgesangs – komplett aus Zweihebern. Die Lieder 5, 9 und 12 bestehen durchgängig aus vierhebigen Versen. Die Lieder 8, 11 und 15 weisen generell vierhebige Stollen auf. Im Abgesang zeigt sich dieses Bild in Lied 16. Sechs- und siebenhebige Verse finden sich in den Liedern 2, 6 und 18. Vorherrschend ist der alternierende Rhythmus. In Lied 1 findet sich ein daktylischer Versfuß im zweiten Vers des Abgesangs. Auffallend häufig werden die Stollen durch Reime miteinander verbunden. Diese Anreimung zeigt sich in variierender Ausführung. Bei der häufigsten Variante werden alle Verse des ersten und des zweiten Stollens mittels Reimwörtern verbunden. Dies ist in den Liedern 2, 6, 7, 9, 11, 13–15, 17, 18 und 22 der Fall. Die Anreimung von zwei Reimpaaren findet sich in den Liedern 3, 4, 8, 16 und 19. Durch ein Reimpaar sind die Stollen der Lieder 1, 5, 20 und 21 verbunden. Ausschließlich in den Liedern 10 und 12 finden sich keine solchen Reimverbindungen. Die Lieder 2, 7 und 9 enthalten Binnenreime. In allen Liedern finden sich grammatische und/oder identische Reime.
Konrad von Landeck verwendet eine Vielzahl rhetorischer Figuren. Es finden sich beispielsweise Anaphern, Alliterationen, Personifikationen der Minne sowie der Jahreszeiten, Publikumsapostrophen, rhetorische Fragen, Antithesen, Hyperbeln, Worthäufungen und mehrere poetische Bilder.
Im Œuvre Konrads von Landeck finden sich vielfach wörtliche Übernahmen der Lieder Gottfrieds von Neifen. In geringerem Maße zeigen sich ebenfalls Verbindungen zu Ulrich von Winterstetten und Ulrich von Liechtenstein.

### Natureingang
Der Natureingang bildet einen festen Bestandteil des lyrischen Werks Konrads von Landeck. In sämtlichen Liedern findet sich entweder eine Winterklage (1, 5, 6, 9, 13, 14, 17, 20–22) oder ein Sommerpreis (2–4, 7, 8, 10–12, 15, 16, 18, 19). Die jeweilige Ausdehnung des Natureingangs schwankt. Am häufigsten umfasst er weniger als eine Strophe. In den meisten Fällen ist der Sommerpreis mit der Freude des Sprecher-Ichs über den Minnedienst verbunden (Ausnahmen: Lieder 7, 16). Bei der Winterklage zeigt sich ein ähnliches Bild. Sie kann als Gegenpol zu der Gefühlsstimmung des Sprecher-Ichs (Lieder 1, 5, 9, 13, 14, 17) oder passend dazu konzipiert sein (Lieder 6, 20–22).
Ein zentrales Element des Natureingangs bei Konrad von Landeck ist die direkte Ansprache an das Publikum. Sie findet sich in der Mehrzahl der Lieder. Das Sprecher-Ich ruft das Publikum zur gemeinsamen Freude über die Naturerscheinungen auf. Lediglich in drei Liedern zeigt sich ein anderes Bild (Lieder 1, 5, 21). Hier ist der Winter Grund zur kollektiven Klage.

### Minnekonzeption
In den Grundvoraussetzungen folgt die Minnekonzeption Konrads von Landeck dem „traditionellen System“ der hohen Minne. Das Sprecher-Ich fordert in den didaktischen Passagen Treue, Beständigkeit und Geduld von Seiten des Minnenden. Ebenfalls muss die Dame gewisse Voraussetzungen erfüllen, um als Empfängerin des Minnedienstes dienen zu können. In diesem Zusammenhang werden beispielsweise Attribute wie Reinheit und Tugend genannt. Hervorzuheben ist aber, dass sich die Minneklage „als funktionsloses, weil nicht mehr existentiell bedeutsames Tribut an die Tradition des Hohen Minnelieds“ weiterhin im Œuvre Konrads von Landeck findet, sie aber deutlich hinter die Minnefreude zurücktritt, die nun als wesentliches Element der Minnekonzeption zu Grunde gelegt werden muss. Die fröide wird über den Schlüsselbegriff gedinge, also die berechtigte Hoffnung auf die sexuelle Erfüllung des Minnedienstes, fest in der Minnekonzeption etabliert. Ebendiese Hoffnung ermöglicht es dem Minnenden weiterhin im Zustand der fröide zu bleiben, obwohl die ersehnte Erfüllung (noch) nicht stattgefunden hat. Es reicht aus, wenn das gedinge durch eine Gunstbezeugung (z. B. ein Lächeln oder einen Blick) der Dame berechtigt scheint. Der Zustand der Trauer wird als notwendige Konsequenz der Erhaltung der fröide in der Gegenwart in eine mögliche Zukunft verlegt. Durch diese Veränderung der klassischen Minnesangmotivik, in der gerade die schmerzliche Kluft zwischen Werbung und Erfüllung den nötigen Antrieb für den männlichen Minnepartner leistete, entsteht eine Entproblematisierung der Minnekonzeption. Die Minnefreude entsteht nicht erst mit der Erhörung durch die Dame, sondern ist bereits durch die berechtigte Hoffnung darauf erreicht. Die „liebe-leit-Spannung“ wird aufgehoben und es existiert keine „Hingabe an die Traurigkeit“ mehr. Es erfolgt eine positive Darstellung der Gegenwart, die sich von einem durchgängigen Klagegestus entfernt und mit Hilfe der Hoffnung einen Zustand der fröide schafft, der die Minneklage als vorherrschendes Motiv überwiegend abgelöst hat.
Die fröide kann zwar bereits ohne die sexuelle Erfüllung erlebt werden, jedoch bildet sie noch ein „unvollkommenes Stadium“ und erreicht den Höchstwert der sælde (Seligkeit, Vollkommenheit) erst durch die Hingabe der Frau. Das Ziel der sexuellen Hingabe wird damit nicht durch eine vorher herrschende, auf gedinge beruhende, Minnefreude abgelöst. Vielmehr ist der Zustand der fröide eine Vorstufe, die dennoch verhindert, dass sich das Sprecher-Ich durch Schmerzen und Leid der Klage zuwendet.

## Miniatur
Die Miniatur im Codex Manesse (205r) ist mit Her Chůnrat der Schenke vō Landegge überschrieben. Sie zeigt Konrad von Landeck in der Ausübung seines Schenken- bzw. Mundschenkenamtes. Er reicht dem Abt kniend einen goldenen Becher und öffnet diesen gleichsam mit seiner rechten Hand. Eine solche Stellung unterstreicht sein Dienstverhältnis gegenüber dem Abt. Auf der linken Seite über dem Geistlichen findet sich das Wappen von St. Gallen (schwarzer aufrechter Bär auf Gold) und auf der rechten über dem Minnesänger zeigt sich das Wappen der Landecker (zwei rote, übereinander stehende Löwen mit goldenen Kronen auf Silber).

### Editionen
- Karl Bartsch (Hrsg.): Die Schweizer Minnesänger. Huber, Frauenfeld 1886 (Digitalisat in der Google-Buchsuche). Unveränderter reprografischer Nachdruck: Darmstadt 1964.
- Max Schiendorfer (Hrsg.): Die Schweizer Minnesänger. Bd. 1: Texte. Niemeyer, Tübingen 1990, ISBN 3-484-10625-5, S. 162–199.

### Sekundärliteratur (Auswahl)
- Albert Bodmer, Adolph Näf: Die Glattburg an der Thur. In: 90. Neujahrsblatt des Historischen Vereins des Kantons St. Gallen, S. 6–11. St. Gallen 1950.
- Viola Bolduan: Minne zwischen Ideal und Wirklichkeit. Studien zum späten Schweizer Minnesang. Haag und Herchen, Frankfurt am Main 1982, ISBN 3-88129-509-7.
- Konrad Burdach: Schenk: Konrad S. von Landeck (Landegge). In: Allgemeine Deutsche Biographie (ADB). Band 31, Duncker & Humblot, Leipzig 1890, S. 58–61.
- Ernst Götzinger: Zwei St. Gallische Minnesänger: 1. Ulrich von Singenberg, Truchsess 2. Konrad von Landegg, der Schenk. St. Gallen 1866 (Digitalisat in der Google-Buchsuche).
- Gritz Grimme: Die Schweizer Minnesänger. In: Germania. Vierteljahresschrift für Deutsche Altertumskunde 35 (1890), S. 302–339.
- Claudia Händl: Konrad von Landeck. In: Walther Killy (Hrsg.): Literaturlexikon. Autoren und Werke deutscher Sprache. Bd. 6. Bertelsmann, Gütersloh 1990, ISBN 3-570-04676-1, S. 483–484.
- Joachim Kirchner: Herr Konrad der schenk von Landeck. ein epigone des minnesangs. Greifswald 1912 (Digitalisat in der Google-Buchsuche).
- Johann Pupikofer: Geschichte des Thurgaus. Bd. 1. (2. Auflage) Frauenfeld 1889.
- Günther Schweikle: Schenk Konrad von Landeck. In: Die deutsche Literatur des Mittelalters. Verfasserlexikon. Bd. 5. De Gruyter, Berlin 1985, ISBN 3-11-009909-8, Sp. 215–217.
- Günther Schweikle: Landeck, Konrad Schenk von. In: Neue Deutsche Biographie (NDB). Band 13, Duncker & Humblot, Berlin 1982, ISBN 3-428-00194-X, S. 496 (Digitalisat).
- Ingo Walther (Hrsg.): Codex Manesse. Die Miniaturen der Großen Heidelberger Liederhandschrift. Insel, Frankfurt am Main 1988, ISBN 3-458-14385-8.
- Barbara Weber: Œuvre-Zusammensetzungen bei den Minnesängern des 13. Jahrhunderts (= Göppinger Arbeiten zur Germanistik. Bd. 609). Kümmerle, Göppingen 1995, ISBN 3-87452-854-5.